# Ливанов, Игорь Евгеньевич
И́горь Евге́ньевич Лива́нов (род. 15 ноября 1953, Киев, Украинская ССР, СССР) — советский и российский актёр театра и кино, заслуженный артист РФ (2004). Младший брат актёра, народного артиста РФ Аристарха Ливанова.

## Биография
Родился 15 ноября 1953 года в Киеве.
Отец, Евгений Аристархович Ливанов, и мать, Нина Тимофеевна Ливанова, были руководителями кукольного кружка в Доме пионеров Октябрьского района города Киева. Старший брат — актёр Аристарх Евгеньевич Ливанов (род. 17 марта 1947).
С пятого класса занимался боксом.
После окончания школы поступил в ЛГИТМиК на курс Игоря Олеговича Горбачёва. С 1976 года проходил действительную военную службу в Вооруженных силах СССР в частях морской пехоты Тихоокеанского флота (55-я дивизия морской пехоты) в посёлке Славянка, неподалёку от Владивостока.
После службы в армии переехал с семьёй в Ростов-на-Дону, где поначалу играл в Ростовском ТЮЗе, а затем в течение десяти лет (1978—1988) служил в Ростовском академическом театре драмы имени Максима Горького. С 1986 по 1988 годы вёл актёрскую мастерскую в Ростовском училище искусств. В Москве — с 1988 года. Работал в Московском экспериментальном театре «Детектив» по приглашению своего однофамильца, художественного руководителя театра Василия Ливанова, сейчас — в труппе Театра Луны (Москва) под руководством Сергея Проханова.
В кино актёр дебютировал в 1979 году в роли Николая Торсуева в советской лирической драме «Безответная любовь» режиссёра Андрея Малюкова. Его партнёрами в этом фильме были известные советские актёры Леонид Марков и Инна Макарова.
Популярность пришла к актёру в 1993 году, после выхода на экраны страны детективного боевика «Тридцатого уничтожить!», где сыграл главную роль Сергея Черкасова по прозвищу «Тридцатый» («Бешеный»), выполняя все трюки самостоятельно, без дублёра.
В 2003 году актёр принимал участие в реалити-шоу «Последний герой» (3-й сезон) на «Первом канале».
В 2007 году участвовал в телевизионном шоу боксёрских поединков «Король ринга» на «Первом канале», куратором которого был боксёр Костя Цзю. После боя с актёром Иваном Кокориным у него образовалась гематома под левым глазом, из-за чего актёру в последующих боях пришлось выходить на ринг в специальном шлеме. Проект закончился для Ливанова переломом пястной кости правой руки, который он заработал не в бою, а на тренировке. Актёру наложили гипс и отстранили от проекта.

### Личная жизнь
Первая супруга Татьяна Ливанова (Пискунова) (1953—1987) и дочь Ольга (1979—1987) трагически погибли в железнодорожной катастрофе на станции Каменская в городе Каменске-Шахтинском в 01:30 ночи 7 августа 1987 года, когда грузовой поезд из-за отказа тормозов на большой скорости врезался в хвост стоявшего у платформы пассажирского поезда, разрушив последние вагоны, в которых находились спящие люди.
Вторая жена (до 2000 года) — актриса Ирина Ливанова (урождённая Бахтура; род. 11 апреля 1965), бывшая студентка Игоря из Волгодонска. У них родился сын Андрей (6 декабря 1989 — 14 марта 2015). В 2000 году брак распался — Ирина ушла к актёру Сергею Безрукову. 14 марта 2015 года Андрей в возрасте двадцати пяти лет скоропостижно скончался у себя дома.
В настоящее время жена — Ольга (род. 23 октября 1978), юрист. В 2007 году у супругов родился сын Тимофей. 18 октября 2015 года родился второй сын — Илья.

## Общественная позиция
В 2022 году поддержал нападение России на Украину и мобилизацию в России. С 2020 года актёру запрещен въезд на Украину так как он «незаконно посещал временно оккупированную территорию АР Крым».

## Участие в телепроектах
- Гость программы «Судьба человека» с Борисом Корчевниковым на телеканале Россия-1;
- Гость программы «Мой герой» на телеканале ТВЦ;
- Участник 3 сезона шоу «Последний герой» в составе «Племени пеликанов».

## Творчество

### Фильмография
| Год  |     | Название                                                           | Роль                                                                            |
| ---- | --- | ------------------------------------------------------------------ | ------------------------------------------------------------------------------- |
| 1979 | ф   | Безответная любовь                                                 | Николай Торсуев                                                                 |
| 1980 | ф   | «Мерседес» уходит от погони                                        | Саша Ермоленко, переводчик                                                      |
| 1981 | ф   | Февральский ветер                                                  | Кирилл Астахов, большевик                                                       |
| 1983 | ф   | Из жизни начальника уголовного розыска                             | Володя Пантелеев, шофёр                                                         |
| 1984 | ф   | Репортаж с линии огня                                              | Владимир Николаевич Руднев, капитан, фронтовой кинооператор                     |
| 1986 | ф   | Звездочёт                                                          | Курт Ротенберг                                                                  |
| 1987 | ф   | Загадочный наследник                                               | доктор Пегов                                                                    |
| 1991 | тф  | Чернобыль: Последнее предупреждение / Chernobyl: The Final Warning | Игорь, 2 оператор 4 энергоблока ЧАЭС                                            |
| 1992 | ф   | Тридцатого уничтожить!                                             | «Тридцатый», «Рекс», Сергей Черкасов                                            |
| 1993 | ф   | Винт                                                               | «Хан», помощник Олега Михайловича                                               |
| 1993 | ф   | Кодекс бесчестия                                                   | офицер из аэропорта                                                             |
| 1993 | ф   | Полнолуние                                                         | Сергей, егерь                                                                   |
| 1995 | с   | На углу, у Патриарших                                              | Сергей Васильевич Никольский, капитан, затем майор милиции                      |
| 1995 | ф   | Пьеса для пассажира                                                | Николай Петров, бизнесмен                                                       |
| 1997 | с   | Графиня де Монсоро                                                 | д'Антрагэ, приближённый герцога Анжуйского                                      |
| 1998 | ф   | Крутые. Дело № 1: Смертельное шоу                                  | офицер отдела по борьбе с наркобизнесом                                         |
| 1998 | с   | Самозванцы                                                         | Миша, тренер по фехтованию                                                      |
| 1999 | ф   | Белый танец                                                        | Илья                                                                            |
| 2000 | ф   | 8 марта                                                            | Сергей                                                                          |
| 2000 | с   | Салон красоты                                                      | Игорь                                                                           |
| 2000 | с   | Империя под ударом                                                 | Павел Нестерович Путиловский, следователь, титулярный советник                  |
| 2001 | с   | На углу, у Патриарших 2                                            | Сергей Васильевич Никольский, майор милиции, начальник УР 108 отделения милиции |
| 2002 | с   | Главные роли                                                       | Петров                                                                          |
| 2003 | с   | На углу, у Патриарших 3                                            | Сергей Васильевич Никольский, частный сыщик,майор                               |
| 2003 | ф   | Родина ждёт                                                        | Сергей Строев                                                                   |
| 2004 | ф   | 72 метра                                                           | Николай Степанович Коноваленко, капитан 2 ранга                                 |
| 2004 | с   | Господа офицеры                                                    | Андрей Хоменко                                                                  |
| 2004 | с   | Диверсант                                                          | Борис Петрович Богатырёв, полковник                                             |
| 2004 | с   | Крёстный сын                                                       | Дмитрий Павлов, издатель                                                        |
| 2004 | с   | На углу, у Патриарших 4                                            | Сергей Васильевич Никольский, частный сыщик,майор                               |
| 2005 | с   | Атаман                                                             | Титов                                                                           |
| 2005 | с   | Всё золото мира                                                    | Андрей Николаевич Дробинин, промышленник                                        |
| 2005 | с   | Охота на асфальте                                                  | Алексей Николаевич Крайнов, полковник                                           |
| 2005 | ф   | Самые счастливые                                                   | Алекс-Лёшечка                                                                   |
| 2006 | с   | Аэропорт-2                                                         | Юрий Рыжков, отец Андрея                                                        |
| 2006 | с   | Всё включено                                                       | Дмитрий Юрьевич Калинин, киллер                                                 |
| 2006 | мтф | Грозовые ворота                                                    | отец Кости (нет в титрах)                                                       |
| 2006 | с   | Кодекс чести 3                                                     | Сергей Петрович, советник                                                       |
| 2006 | с   | Кромъ                                                              | Аркадий Жебровский                                                              |
| 2007 | ф   | Так бывает                                                         | Вадим, врач                                                                     |
| 2007 | с   | Свадьба. Дело. Смерть                                              | Нелькин                                                                         |
| 2007 | с   | Чужие тайны                                                        | Игорь Кулик                                                                     |
| 2008 | с   | Афганский призрак                                                  | Костров                                                                         |
| 2008 | ф   | Король, дама, валет                                                | Николай Малинин                                                                 |
| 2008 | ф   | Тушите свет                                                        | Дед Мороз                                                                       |
| 2008 | с   | Большая нефть                                                      | Макар Степанович Дорошин, парторг                                               |
| 2009 | ф   | И один в поле воин                                                 | Олег Денисов                                                                    |
| 2009 | ф   | Дот                                                                | Гордеев, генерал                                                                |
| 2009 | с   | Одна семья                                                         | Геннадий Сергеевич Бригадиров, декан факультета                                 |
| 2009 | ф   | По следу Феникса                                                   | Антон Ильич Кожевников                                                          |
| 2009 | с   | Спецкор отдела расследований                                       | Желяев                                                                          |
| 2009 | с   | Танго с ангелом                                                    | Владимир Дугин, архитектор                                                      |
| 2010 | с   | Робинзон                                                           | генерал                                                                         |
| 2011 | с   | Крутые берега                                                      | Николай Рябинин                                                                 |
| 2011 | ф   | Любви все возрасты…                                                | Игорь, полковник в отставке, сосед Татьяны                                      |
| 2011 | с   | Откровения                                                         | отец Олега                                                                      |
| 2012 | с   | Военный госпиталь                                                  | Николай Журавлёв, начальник госпиталя                                           |
| 2012 | с   | Страна 03                                                          | Анатолий Васильевич Сергеев                                                     |
| 2013 | с   | Вангелия                                                           | Гитлер                                                                          |
| 2013 | с   | Мир для двоих                                                      | Юрий Петрович Сотников, отец Алёны                                              |
| 2014 | ф   | Уголовное дело                                                     | Иван Иванович                                                                   |
| 2014 | с   | Сена                                                               | снимался                                                                        |
| 2016 | ф   | Против всех правил                                                 | Петров                                                                          |
| 2017 | с   | Завещание принцессы                                                | король                                                                          |
| 2017 | с   | Серебряный бор                                                     | Одинцов                                                                         |
| 2018 | с   | Посольство                                                         | Алексей Прокофьев, посол РФ в Каледонии                                         |

### Озвучивание
- 1973 — м/ф «Робин Гуд» («Robin Hood», США) — Робин Гуд (лис) (голос Брайана Бедфорда) (студией дубляж «Пифагор» по заказу компании «Disney Character Voices International» 1999 год)
- 2001 — х/ф «Часовой механизм» («Ticker», США) — Фрэнк Гласс (роль Стивена Сигала)
- 2006 — х/ф «Чёрная орхидея» («The Black Dahlia», США, Германия) — сержант Лиланд «Ли» Бланчард (роль Аарона Экхарта)
- 2007 — м/ф «Дон Кихот» («Donkey Xote», Италия, Испания) — Дон Кихот (голос Хосе Луиса Джила)

### Персонажи
- Савелий Кузьмич Говорков (Сергей Черкасов) по прозвищу «Тридцатый» («Бешеный»)